# Aimer, rire, pleurer
Pour plus de détails, voir Fiche technique et Distribution.
Aimer, rire, pleurer (This Modern Age) est un film américain réalisé par Nick Grinde, sorti en 1931.

## Synopsis
Une jeune fille américaine arrive à paris où elle va tomber amoureuse d'une star de football, ce que ses parents vont désapprouver.

## Fiche technique
- Titre français : Aimer, rire, pleurer[1]
- Titre original : This Modern Age
- Réalisation : Nick Grinde
- Scénario : Frank Butler et Sylvia Thalberg d'après l'histoire Girls Together de Mildred Cram
- Dialogues : John Meehan
- Société de production : Metro-Goldwyn-Mayer
- Photographie : Charles Rosher
- Montage : William LeVanway
- Direction artistique : Cedric Gibbons
- Costumes : Adrian
- Pays d'origine : États-Unis
- Langue : anglais
- Format : Noir et blanc - Son : Mono (Western Electric Sound System)
- Genre : Drame
- Durée : 68 minutes
- Date de sortie :
  - États-Unis : 29 août 1931
  - France : 15 novembre 1935[1]

## Distribution
- Joan Crawford : Valentine 'Val' Winters
- Pauline Frederick : Diane 'Di' Winters
- Neil Hamilton : Robert 'Bob' Blake Jr.
- Monroe Owsley : Tony Girard
- Hobart Bosworth : M. Robert Blake Sr.
- Emma Dunn : Mme Margaret Blake
- Albert Conti : André de Graignon
- Adrienne D'Ambricourt : Marie, le domestique
- Marcelle Corday : Alyce, la bonne
- Marjorie Rambeau : Diane 'Di' Winters (scènes supprimées)
- Ann Dvorak : Invitée (non créditée)
- Leo White : Invité (non crédité)